# Lac Naococane
Lac Naococane är en sjö i Kanada.   Den ligger i regionen Nord-du-Québec och provinsen Québec, i den östra delen av landet, 900 km norr om huvudstaden Ottawa. Lac Naococane ligger 543 meter över havet. Arean är 398 kvadratkilometer.
Trakten runt Lac Naococane är nära nog obefolkad, med mindre än två invånare per kvadratkilometer.